# Pomacea hollingsworthi
Pomacea hollingsworthi е вид коремоного от семейство Ampullariidae.

## Разпространение
Видът е разпространен в Колумбия.